# Gustav Jahn
Gustav Wilhelm Jahn, pseudonim Gustav Frisch (ur. 23 lutego 1818 w Sandersleben, zm. 20 marca 1888 na Żelechowej) – niemiecki urzędnik, pedagog i pisarz.

## Życiorys
Był synem garbarza. Po ukończeniu szkoły powszechnej podjął pracę w rodzinnym przedsiębiorstwie, które po przejściu ojca na emeryturę prowadził aż do bankructwa w 1846. Później prowadził gospodarstwo rolne. Od 1852 do 1858 pełnił funkcję burmistrza Sandersleben. Był działaczem ruchu ewangelizacyjnego Innere Mission. 
W 1858 wyjechał do Szczecina, gdzie objął kierownictwo zakładów wychowawczych Züllchower Anstalten na Żelechowej. Wprowadzał nowe metody wychowawcze, akcentując rolę pracy fizycznej w opiece nad trudnymi i porzuconymi dziećmi. Stworzył warsztaty rzemieślnicze, a dochody ze sprzedaży powstałych w nich wyrobów przeznaczał na utrzymanie zakładu. Rozwijał też ogrodnictwo. W 1863 z jego inicjatywy powstał zakład leczniczo-opiekuńczy dla niedorozwiniętych dzieci Kückenmühler Anstalten na Niemierzynie. Zorganizował także budowę kościoła na Żelechowej. Działał jako literat, publikował pod pseudonimem Gustav Frisch. W swoich pismach prezentował stanowisko konserwatywne, propagując głęboką pobożność i krytykując różne aspekty współczesnego życia. Zamieszczał artykuły w czasopiśmie „Volksblatt für Stadt und Land”. 
Był trzykrotnie żonaty, doczekał się siódemki dzieci; ojciec pomorskiego etnografa Uricha Jahna i pastora Fritza Jahna, który kontynuował jego dzieło w zakładzie Züllchower Anstalten.